# Yoshirō Moriyama
Yoshirō Moriyama (jap. 森山 佳郎 Moriyama Yoshirō; ur. 19 listopada 1967) – japoński piłkarz, reprezentant kraju.

## Kariera klubowa
Od 1991 do 1999 roku występował w klubach: Sanfrecce Hiroszima, Yokohama Flügels, Júbilo Iwata i Bellmare Hiratsuka.

## Kariera reprezentacyjna
W reprezentacji Japonii zadebiutował w 1994. W sumie w reprezentacji wystąpił w 7 spotkaniach.

## Statystyki
| Reprezentacja Japonii | Reprezentacja Japonii | Reprezentacja Japonii |
| Rok                   | Mecze                 | Gole                  |
| --------------------- | --------------------- | --------------------- |
| 1994                  | 7                     | 0                     |
| Razem                 | 7                     | 0                     |